# Miresh
Miresh (Doberqan) è un villaggio del Kosovo e si trova a 12 km dalla città di Gjilan. Il villaggio è situato a metà della strada principale che collega la città di Gjilane con il villaggio serbo di Bujanovc.
Il villaggio è abitato prevalentemente da cittadini albanesi di religione musulmana.
Un punto di ritrovo comune per tutto il villaggio è senza dubbio il parco pubblico, dedicato ai combattenti dell'UCK caduti durante la guerra del 1999. Il parco è stato interamente finanziato dagli abitanti del paese e dai loro connazionali residenti in Svizzera, Germania e nel resto d'Europa.